# Wimbledon (stanice metra v Londýně)
Wimbledon je stanice londýnského metra, otevřená 21. května 1889. Stanice je konečnou pro linku:
- District Line (před ní je stanice Wimbledon Park).

Je také terminálem pro:
- National Rail
- Crossrail
- tramvaje

| Rok  | Počet cestujících |
| ---- | ----------------- |
| 2011 | 11,75 mil.        |
| 2012 | 11,95 mil.        |
| 2013 | 14,20 mil.        |
| 2014 | 15,30 mil.        |